# Richard Little
Richard Little (* 26. Oktober 1944) ist ein britischer Politikwissenschaftler und emeritierter Professor der University of Bristol. Sein inhaltlicher Schwerpunkt sind die Internationalen Beziehungen. Er amtierte 2001/02 als Vorsitzender der British International Studies Association (BISA).
Seine Hauptforschungsinteressen liegen in der historischen Entwicklung der internationalen Beziehungen, der Geschichtsschreibung des Fachs und der theoretischen Forschung, mit besonderem Schwerpunkt auf dem Ansatz der Englischen Schule für Internationale Beziehungen.
2010 wurde Little von der British Academy als Fellow gewählt (FBA).

## Schriften (Auswahl)
- The balance of power in international relations. Metaphors, myths, and models. Cambridge University Press, New York 2007, ISBN 978-0-52187-488-5.
- Mit Barry Buzan: International systems in world history. Remaking the study of international relations. Oxford University Press, Oxford/New York 2000, ISBN 0198780656.
- Mit Barry Buzan und Charles Jones: The logic of anarchy. Neorealism to structural realism. Columbia University Press, New York 1993, ISBN 0231080409.